# Le Chenit
Le Chenit je obec na západě Švýcarska v kantonu Vaud. Žije zde přibližně 4 600 obyvatel.

## Geografie

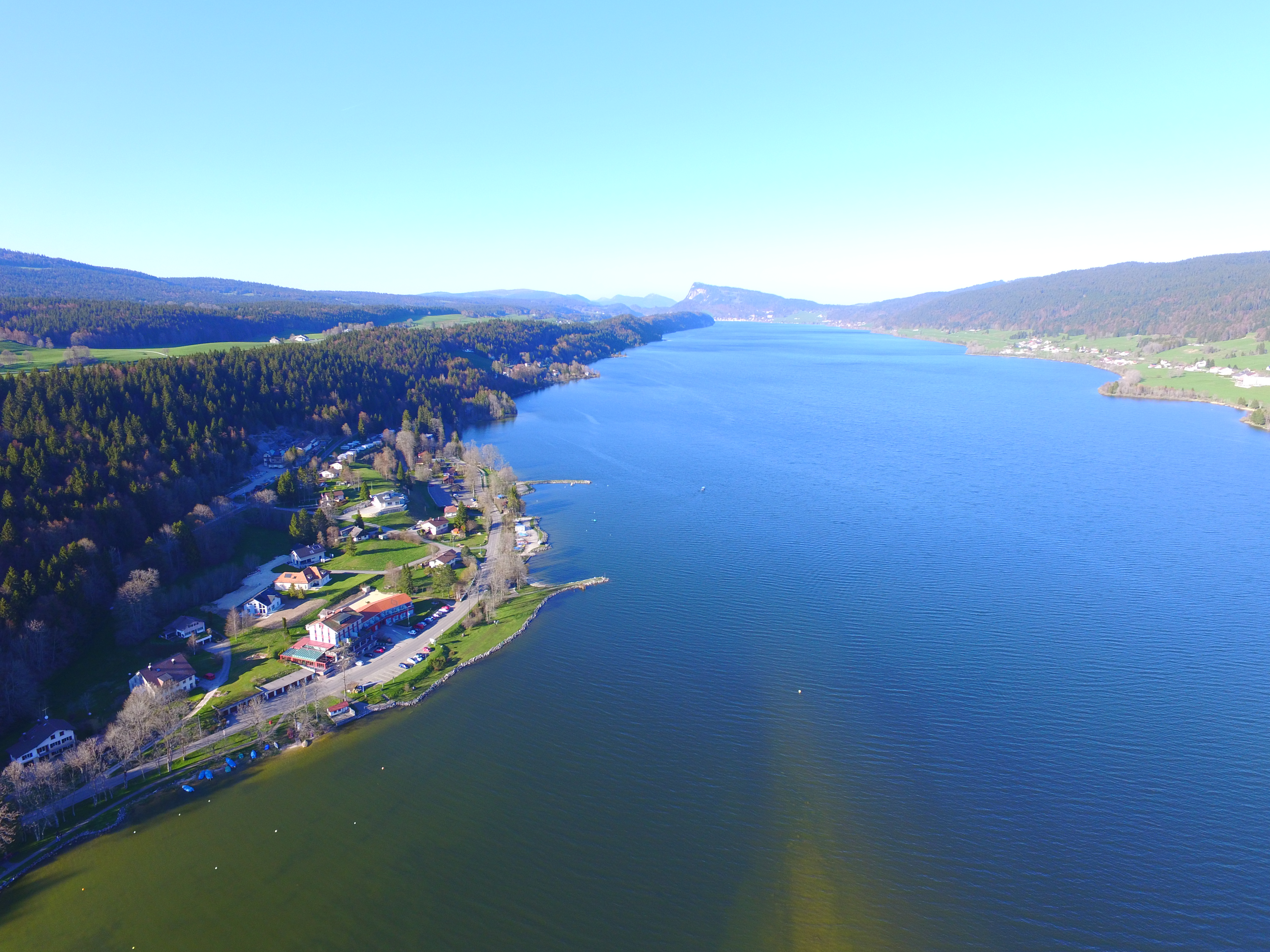
Jezero Lac de Joux

Obec Le Chenit leží v nadmořské výšce 1013 m, vzdušnou čarou 37 km jihozápadně od okresního města Yverdon-les-Bains a 32 km západoseverozápadně od Lausanne. Obec se nachází v údolí Vallée de Joux na řece Orbe, jihozápadně od jezera Lac de Joux, ve Vaudském Jurovi.
Území obce o rozloze 99,2 km² zahrnuje část Vaudského Jury a celou jihozápadní část údolí Vallée de Joux, respektive jeho švýcarské části. Centrální část katastru obce tvoří údolí Orbe, které se táhne od jihozápadu k severovýchodu a je široké asi 1 km. Řeka má četné meandry a vlévá se do jezera Lac de Joux pod obcí Le Sentier, jejíž nejjihozápadnější část patří k obci Le Chenit. Na severozápadě údolí se prudce zvedá hřeben (až 1181 m n. m.), následují údolí Derrière-la-Côte a Le Solliat a nakonec rozsáhlá lesní oblast Grand Risoux. Severozápadní hranice vede po hřebeni antiklinály Risoux přes Roche Champion (1327 m n. m.) a Mont Risoux (1384 m n. m.). Na jihovýchodě údolí Orbe zasahuje území obce až k masivu Mont-Tendre. Souběžně s údolím se táhnou vrcholy Vue de Genève (1492 m n. m.), Grande Rolat (1389 m n. m.) a Chaumilles (1430 m n. m.). To je ohraničeno Combe des Amburnex, které se skládá z různých prohlubní. Jihovýchodní hranice leží na hřebeni masivu Mont-Tendre s (od jihozápadu k severovýchodu) Crêt de la Neuve (1495 m n. m.), průsmykem Col du Marchairuz, Monts de Bière (1530 m n. m.) a Cunay, který s 1609 m n. m. tvoří nejvyšší bod Le Chenit. Masiv Mont-Tendre se vyznačuje typickými krasovými jevy, a to četnými depresemi a závrty bez nadzemního odvodnění, jakož i krasovými poli a několika jeskynními systémy. Na tomto masivu se nacházejí rozsáhlé jurské vysokohorské pastviny s typickými mohutnými smrky, které zde stojí buď jednotlivě, nebo ve skupinách. Velká část tohoto jurského masivu se nachází v chráněné oblasti Parc jurassien vaudois. V roce 1997 tvořila 3 % rozlohy obce zastavěná plocha, 66 % lesy a lesní porosty, 29 % zemědělství a méně než 2 % neproduktivní půda.

## Historie

Letecký pohled (1964)

První zmínka o Le Chenit pochází z roku 1489, kdy je uváděn pod názvem Chinit jako letní pastvina. Stálé osídlení zde pravděpodobně existovalo až kolem roku 1547. Celá oblast patřila původně k panství Les Clées pod okresem Yverdon v době bernské nadvlády nad Vaudem, která trvala od roku 1536 do roku 1798. V roce 1566 přešla pod panství Romainmôtier. Teprve v roce 1646 se Le Chenit stal samostatnou obcí poté, co byl oddělen od obce Le Lieu.
Po pádu Staré konfederace patřila obec v letech 1798–1803 v období Helvétské republiky ke kantonu Léman, který byl poté po vstupu v platnost Ústavy o zprostředkování sloučen s kantonem Vaud. V roce 1798 byla obec přiřazena k okresu La Vallée. Kvůli napětí a rivalitě uvnitř obce byly na konci 19. století z rozhodnutí Velké rady (parlamentu) kantonu Vaud postupně vytvořeny tři samostatné obce: (1900), L’Orient (1904) a Le Brassus (1908).

## Obyvatelstvo
| Rok            | 1609 | 1764 | 1850 | 1900 | 1950 | 1960 | 1970 | 1980 | 1990 | 2000 |
| Počet obyvatel | 309  | 1733 | 2766 | 3796 | 4604 | 5242 | 5465 | 4359 | 4328 | 4297 |

Z celkového počtu obyvatel je 88,6 % francouzsky mluvících, 2,9 % italsky a 2,5 % německy mluvících (stav v roce 2000). Počet obyvatel Le Chenit do roku 1970 neustále rostl. Důsledky hospodářské krize pak způsobily výrazný pokles až do roku 1980. Od přelomu tisíciletí počet obyvatel opět mírně stoupá.

## Hospodářství

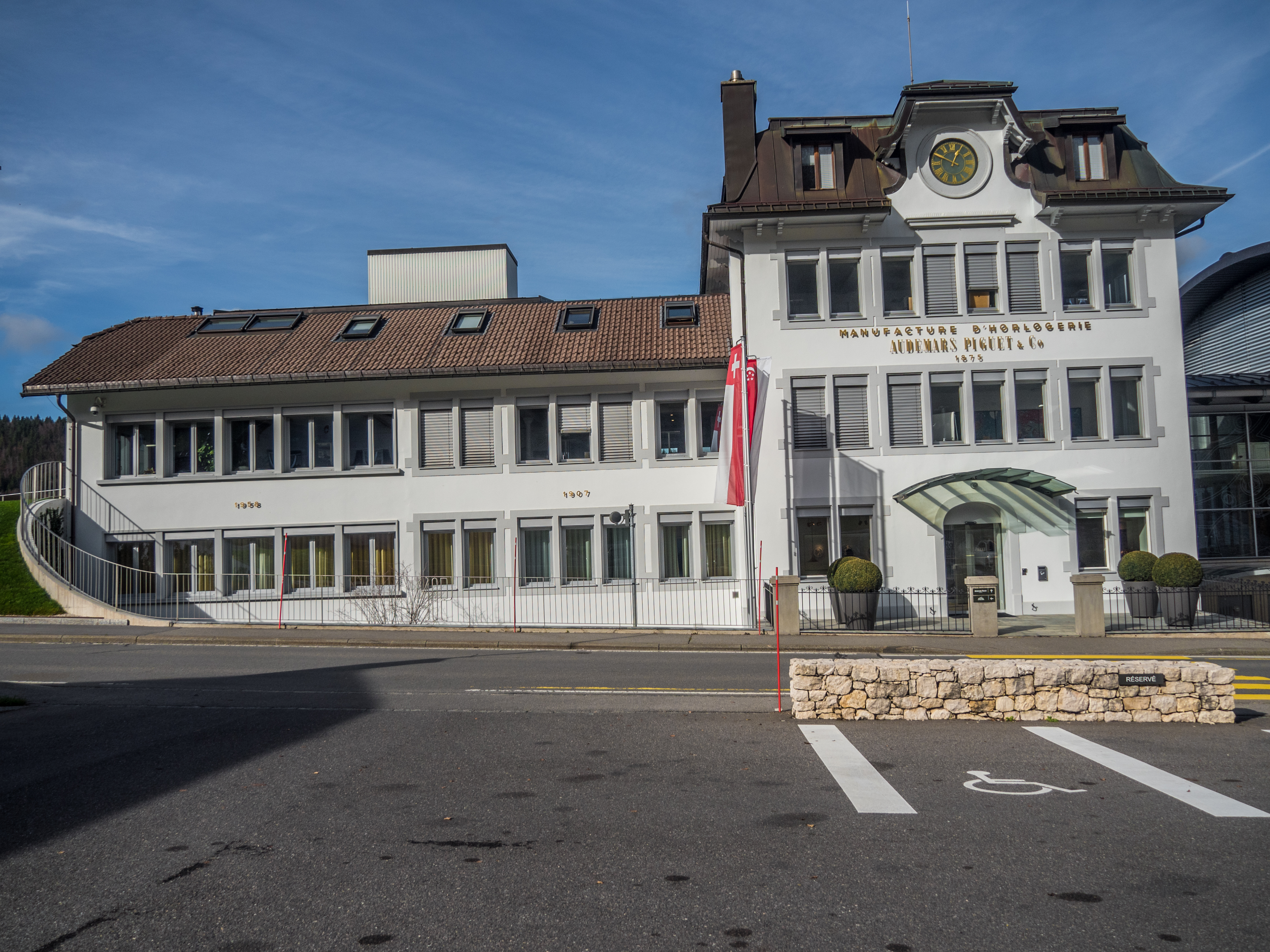
Sídlo Audemars Piguet v Le Brassus

Kromě zemědělství se v Le Chenit brzy rozvíjela řemeslná a průmyslová činnost. Tento rozvoj začal v polovině 16. století s vysokými pecemi v Le Brassus, sklárnou v Pré Rodet a také s pilami, koželužnami a mlýny. V průběhu 18. století byla tato řemesla nahrazena hodinářstvím, které se zpočátku provozovalo doma a od poloviny 19. století v továrnách. Ve 30. letech 20. století Le Chenit těžce zasáhla velká hospodářská krize, kdy počet nezaměstnaných dosahoval až 10 %. Během druhé světové války se v rašeliništích podél řeky Orbe těžila rašelina. Krize v hodinářském průmyslu v polovině 70. let 20. století vyvolala masivní odliv obyvatelstva.
Dnes je obyvatelstvo zaměstnáno v hodinářském průmyslu, který se specializuje na výrobu kvalitních hodinek (luxusních a vykládaných drahými kameny), např. v manufaktuře Audemars Piguet. V Le Sentier pak sídlí společnost Jaeger-LeCoultre. Je zde zastoupen také průmysl zpracování drahých kamenů (šperkařství) a další dodavatelé. Další pracovní místa jsou v elektrotechnickém průmyslu, přesné mechanice, na pilách a při zpracování dřeva, v cestovním ruchu a v místních podnicích. Od roku 1976 se v Le Chenit každoročně koná Comptoir de la Vallée, regionální výstava údolí Vallée de Joux. Zemědělství má jen menší význam, zabývá se chovem dobytka, mlékárenstvím a výrobou sýrů.

### Turismus
Koncem 19. století se v Le Chenit rozvinul cestovní ruch díky napojení na veřejnou dopravu. K velkému rozmachu však došlo až kolem roku 1970, kdy byl důležitý zejména zimní cestovní ruch s několika lyžařskými vleky v blízkosti Le Brassus a L’Orient. Topografie jurských náhorních plošin je ideální pro běžecké lyžování. V letech 1930–2002 se v Le Brassus nacházel skokanský můstek, na kterém se konaly mezinárodní závody. Oblast Le Chenit je v létě také oblíbeným cílem dlouhých pěších túr po oblasti Jury nebo vodních sportů na jezeře Lac de Joux.

## Doprava

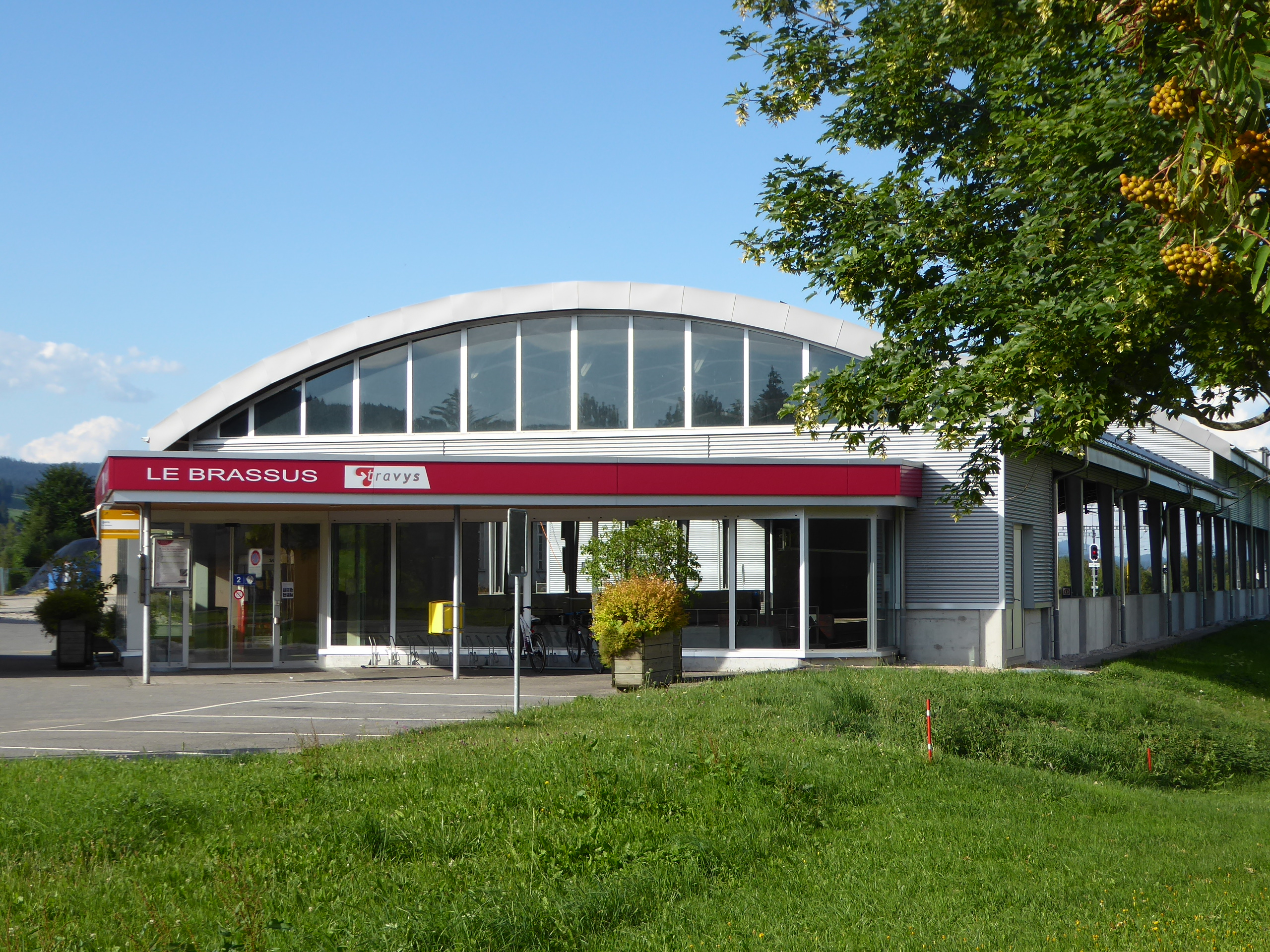
Nová železniční stanice v Le Brassus

Le Chenit se nachází na hlavní silnici z Vallorbe do La Cure. Do Le Brassus a Le Sentier se lze dostat z oblasti Ženevského jezera přes průsmyk Col du Marchairuz. Dne 21. srpna 1899 otevřela společnost Chemin de fer Pont–Brassus železniční trať z Le Pont do Le Brassus. V Le Sentier, Chez-le-Maître, La Golisse a Le Rocheray jsou železniční stanice a zastávky. Z Le Sentier do Le Pont jezdí autobusová linka přes L’Orient a o víkendech jezdí autobus z Le Brassus do Allamanu.